# Lake Elmo, Minnesota
Lake Elmo là một thành phố thuộc quận Washington, tiểu bang Minnesota, Hoa Kỳ. Năm 2010, dân số của thành phố này là 8069 người.

## Dân số
- Dân số năm 2000: 6863 người.
- Dân số năm 2010: 8069 người.